# Bušince
Bušince (in ungherese Bussa, in tedesco Buschendorf) è un comune della Slovacchia facente parte del distretto di Veľký Krtíš, nella regione di Banská Bystrica.

## Storia
Il villaggio fu menzionato per la prima volta nel 1248. Appartenne fino al XIX secolo alla Signoria di Divín. Nel 1595 fu preso e saccheggiato dai Turchi. Dal 1938 al 1945 venne annesso dall'Ungheria.